# Коломенское шоссе
Коло́менское шоссе́ (название с 1939 года; 14 марта 1964 года часть шоссе была выделена в улицу Садовники) — шоссе в Южном административном округе города Москвы на территории района Нагатино-Садовники.

## История
Шоссе получило своё название в 1939 году по расположению вблизи бывшего села Коломенское, вошедшего в черту Москвы в 1960 году, на месте которого в настоящее время находится музей-заповедник «Коломенское». 14 марта 1964 года часть шоссе была выделена в улицу Садовники.

## Расположение
Коломенское шоссе проходит от улицы Садовники на восток до проспекта Андропова. По Коломенскому шоссе не числится домовладений.

## Транспорт

### Автобус
- м19: от улицы Садовники до проспекта Андропова и обратно.
- с820: от улицы Садовники до проспекта Андропова.
- с806: от улицы Садовники до проспекта Андропова.

### Метро
- Станция метро «Коломенская» Замоскворецкой линии — северо-восточнее шоссе, на пересечении проспекта Андропова с Нагатинской улицей, улицей Новинки и Судостроительной улицей.